# Fiss
Fiss település Ausztriában, Tirolban a Landecki járásban található. Területe 37,7 km², lakosainak száma 1 016 fő, népsűrűsége pedig 27 fő/km² (2014. január 1-jén). A település 1438 méteres tengerszint feletti magasságban helyezkedik el.

## Fordítás
- Ez a szócikk részben vagy egészben  a   Fiss című angol Wikipédia-szócikk ezen változatának fordításán alapul.  Az eredeti cikk szerkesztőit annak laptörténete sorolja fel. Ez a jelzés csupán a megfogalmazás eredetét és a szerzői jogokat jelzi, nem szolgál a cikkben szereplő információk forrásmegjelöléseként.